# Elliot Silverstein
Elliot Silverstein, född 3 augusti 1927 i Boston i Massachusetts, död 24 november 2023 i Los Angeles i Kalifornien, var en amerikansk film- och TV-regissör. Han var bland annat känd för att vara regissör på den Oscarsvinnande westernkomedin Cat Ballou skjuter skarpt, men han regisserade också andra filmer, såsom De spänningslystna, Horse, Nightmare Honeymoon, och Djävulsbilen. Han regisserade också fyra stycken avsnitt av TV-serien Twilight Zone, detta mellan åren 1961 och 1964.
Silverstein var gift totalt tre gånger, bland annat med skådespelerskan Evelyn Ward, vars son var skådespelaren och sångaren David Cassidy. Paret gifte sig år 1962, för att sedan skilja sig år 1968, detta efter att ha varit gifta i sex år. Han var, fram till sin död, bosatt i stadsdelen North Hollywood i Los Angeles.

## Filmografi (i urval)

### Filmer
- 1965 – Cat Ballou skjuter skarpt
- 1967 – De spänningslystna
- 1970 – Horse
- 1974 – Nightmare Honeymoon
- 1977 – Djävulsbilen
- 1994 – Löpeld

### TV-serier
- 1960 – Black Saddle (TV-serie)
- 1960–1961 – Route 66 (TV-serie)
- 1961 – Have Gun – Will Travel (TV-serie)
- 1961–1964 – Twilight Zone (TV-serie)
- 1962–1964 – Försvarsadvokaterna (TV-serie)
- 1991–1994 – Röster från andra sidan graven (TV-serie)
- 1993 – Småstadsliv (TV-serie)